# لایتل (تگزاس)
لایتل، تگزاس (به انگلیسی: Lytle, Texas) یک شهر در ایالات متحده آمریکا با جمعیت ۲٬۴۹۲ نفر است که در تگزاس واقع شده‌است.

## نگارخانه

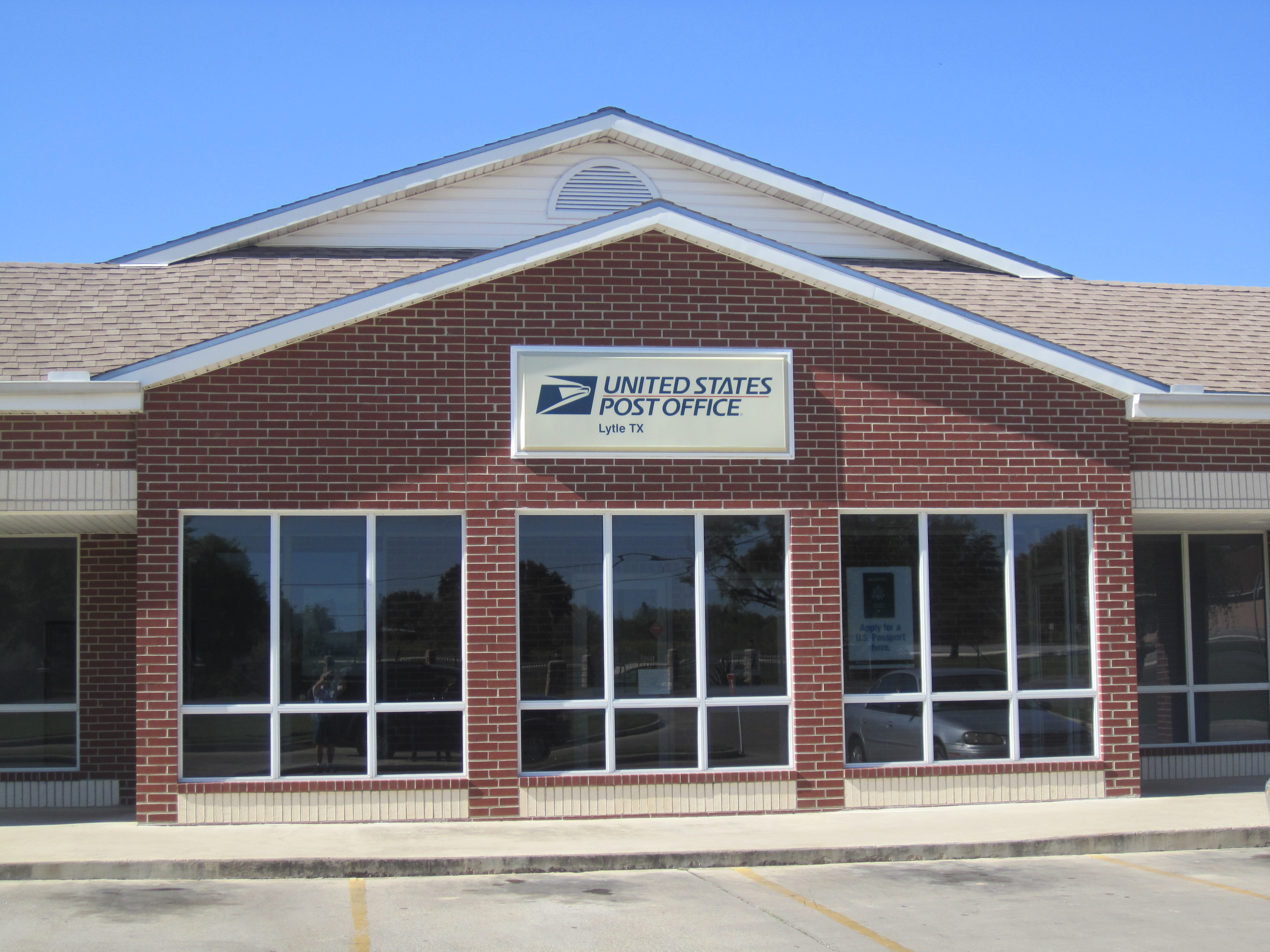
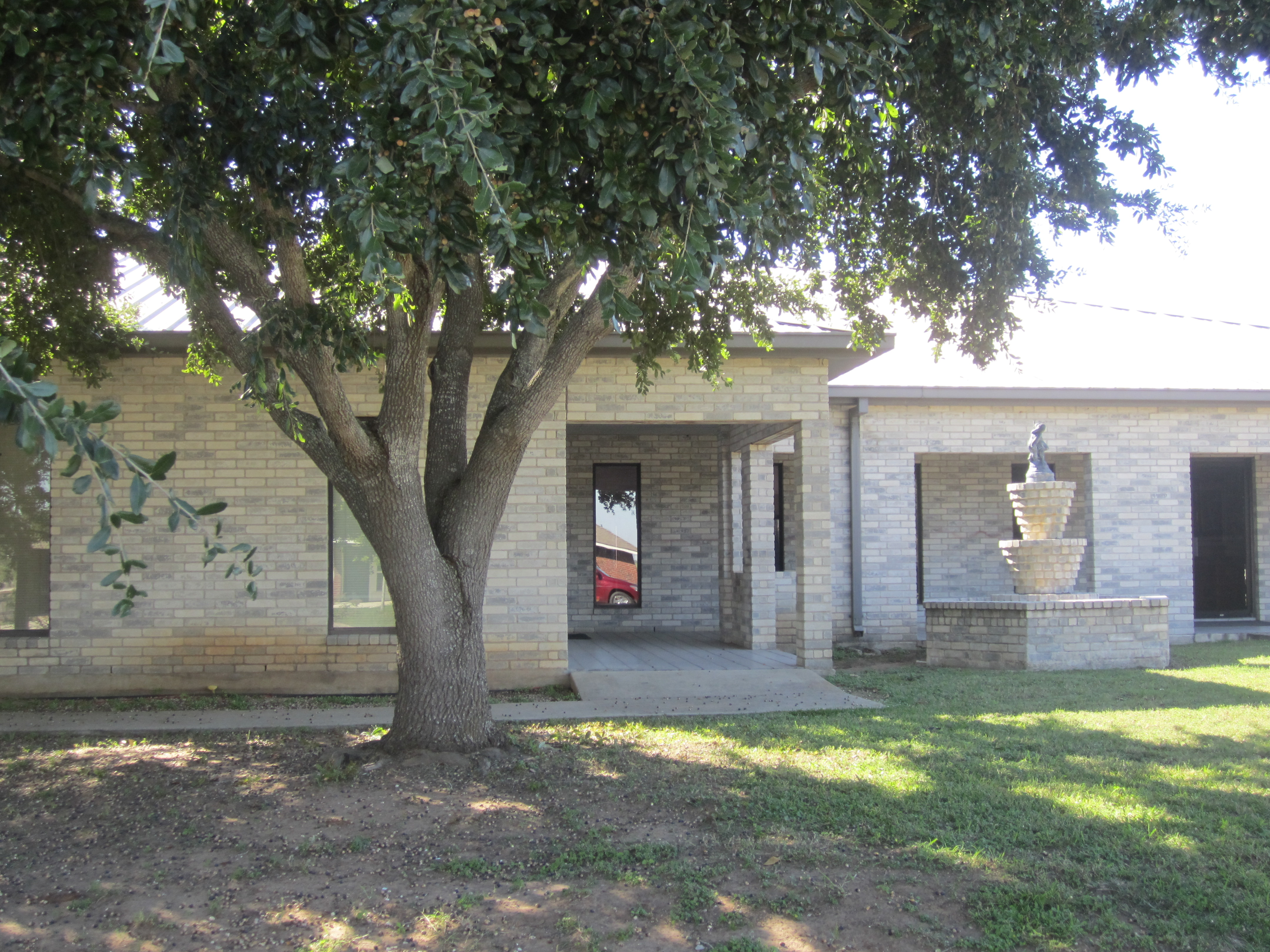
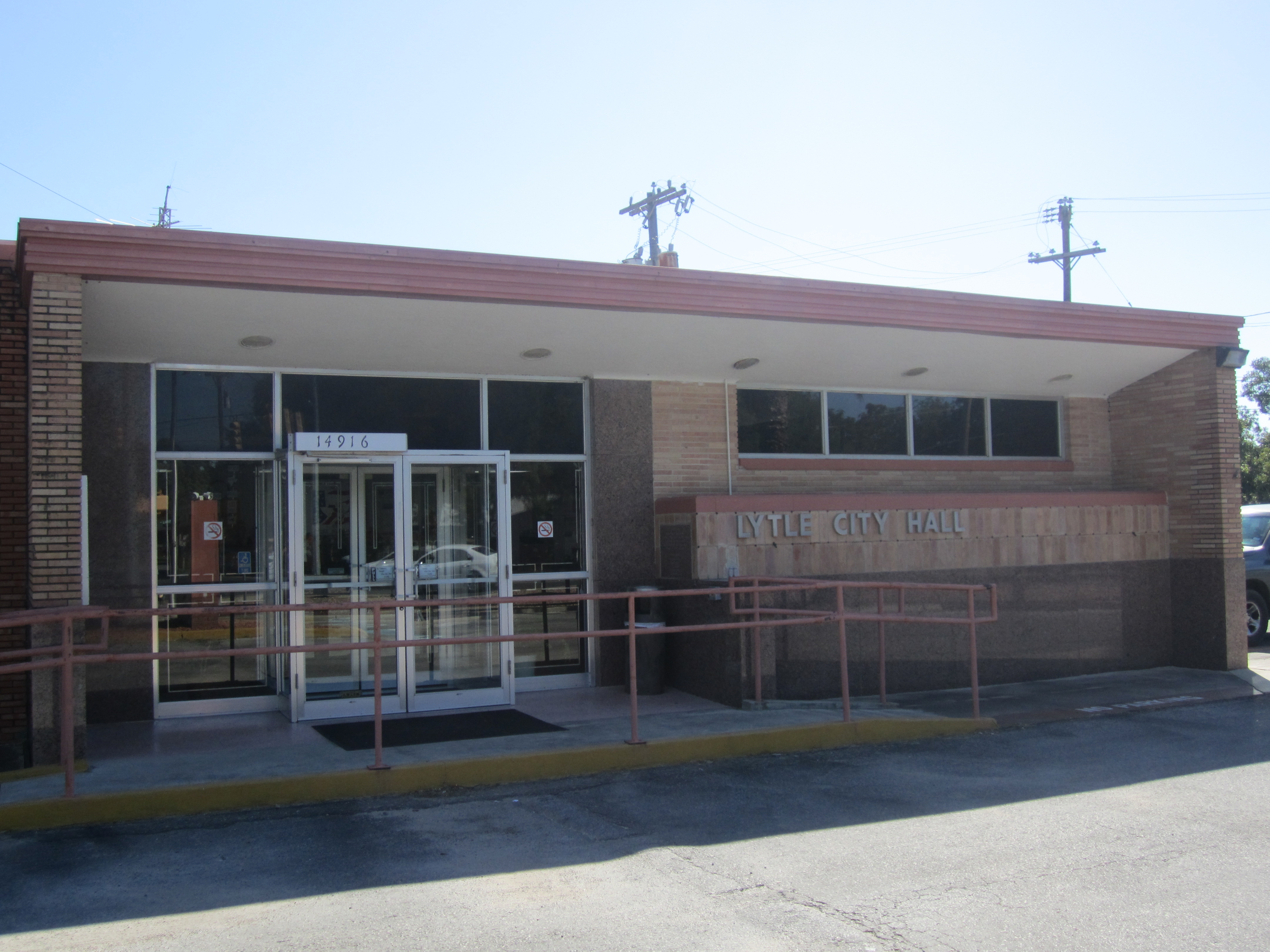
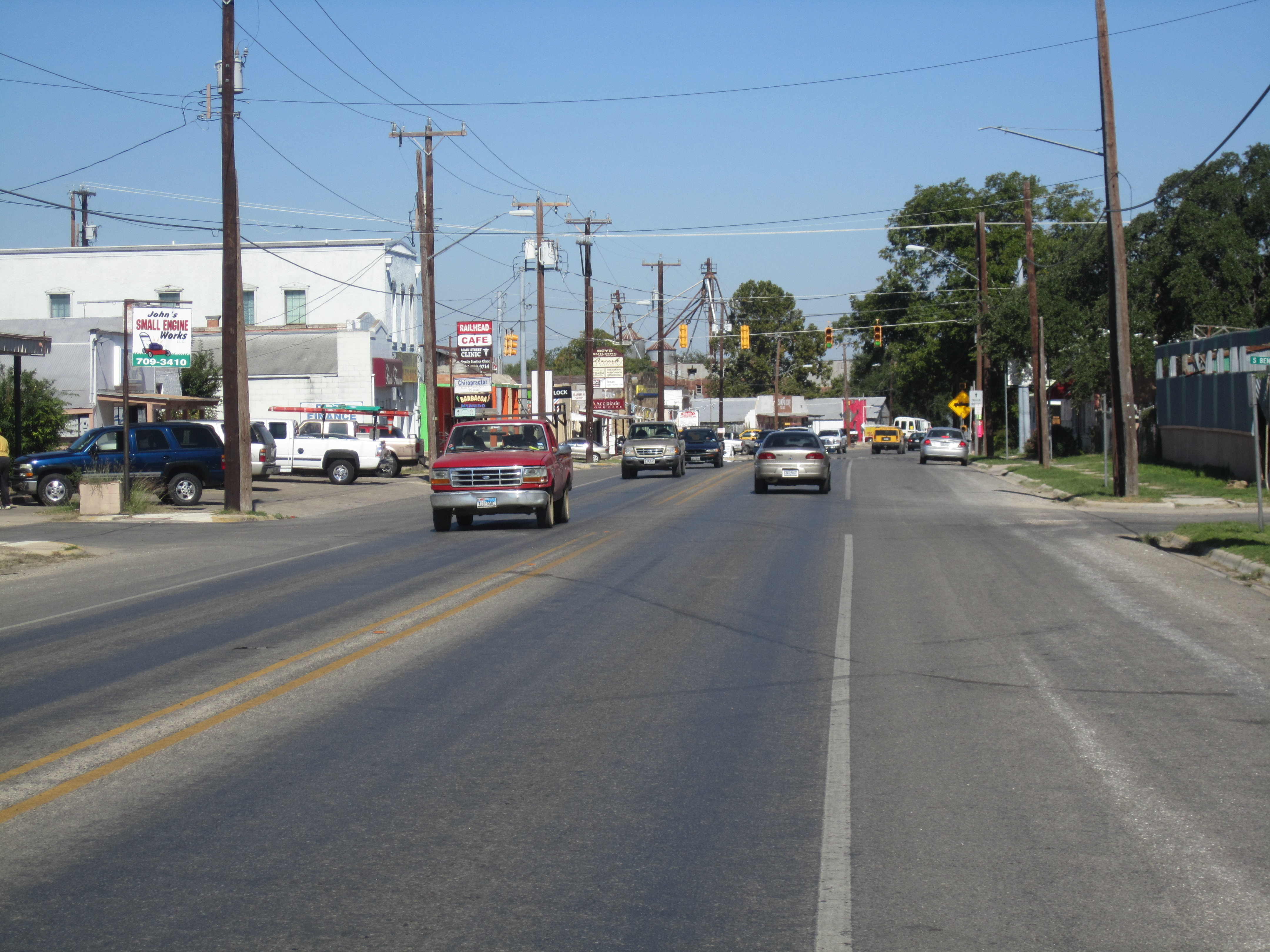
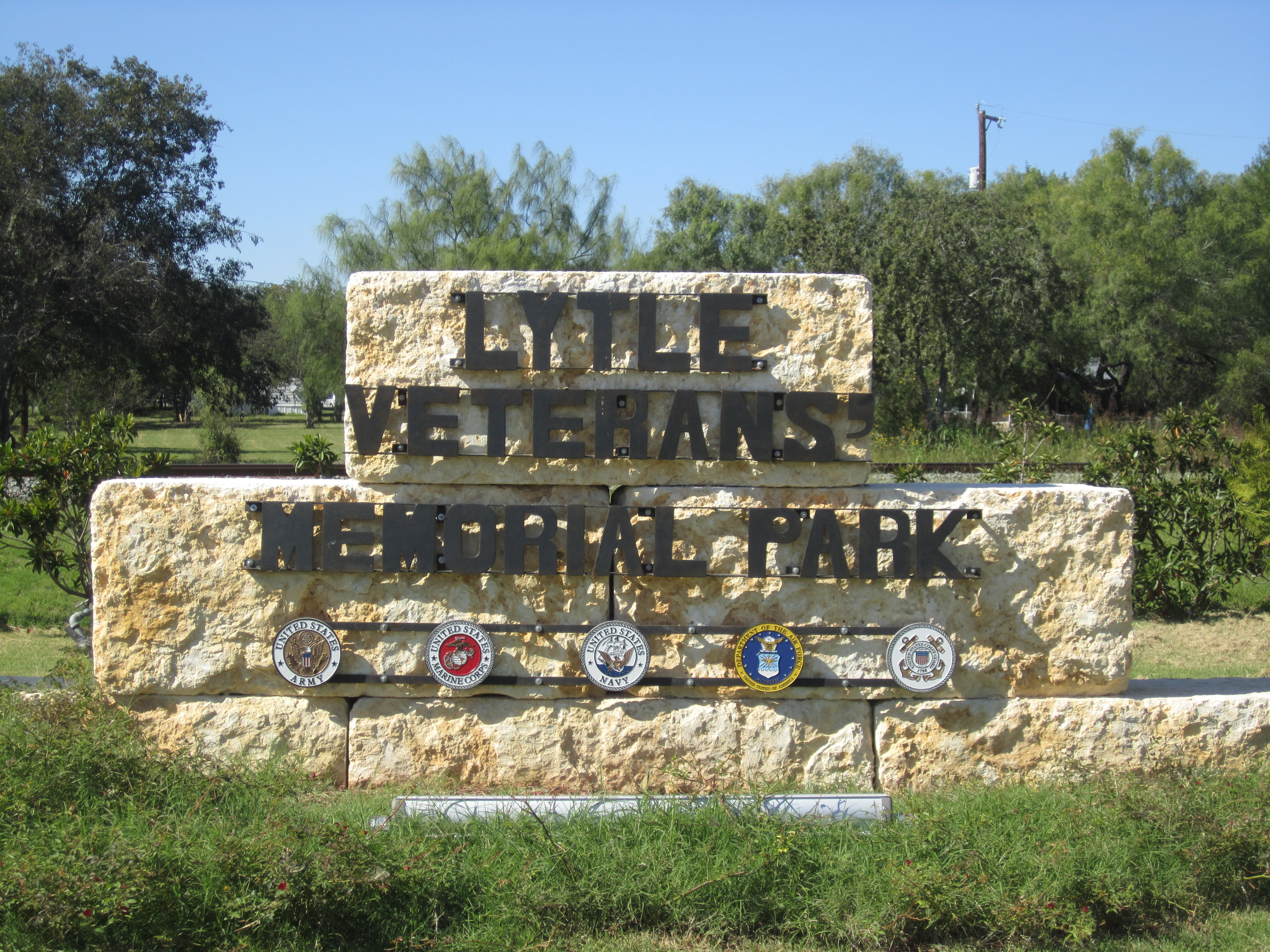
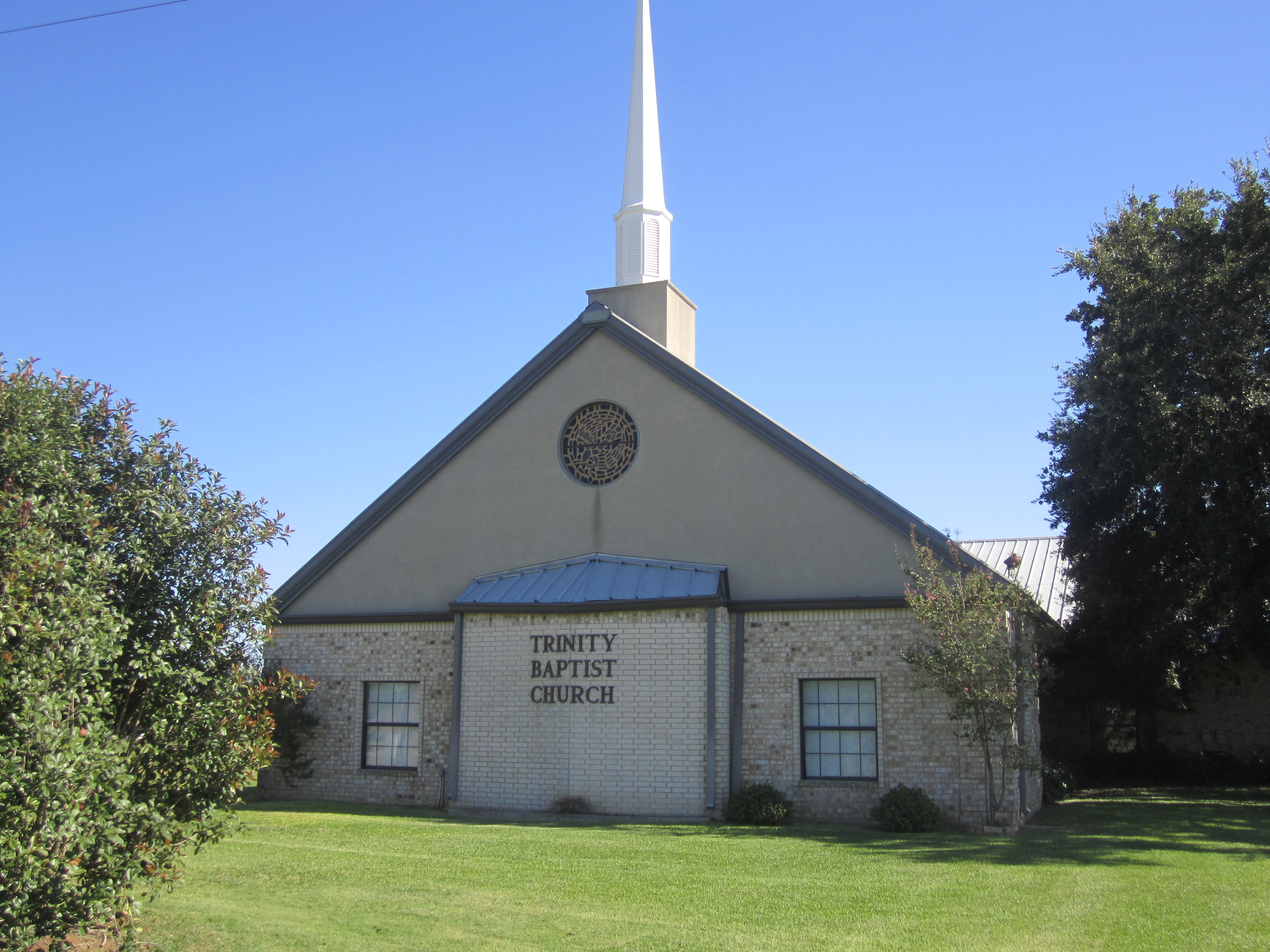